# Доріан (ураган)
Ураган Доріан (англ. Hurricane Dorian) — найпотужніший із тропічних циклонів, що уражали Багамські острови. Вважається найгіршим стихійним лихом в історії країни. Це був четвертий названий шторм, другий ураган, та перший великий ураган сезону ураганів в Атлантичному океані 2019 року. Доріан вразив острови Абако 1 вересня з максимальним стійким вітром 185 миль/год (295 км/год), зрівнявшись за силою з ураганом «Дня Праці» 1935 р. за найвищим вітром атлантичного урагану, що коли-небудь був зафіксований на суші. Доріан вразив Великі Багами невгамовними вітрами з такою ж силою, зупинившись трохи північніше на принаймні 24 години. Пошкодження цих островів були катастрофічними: більшість споруд були зруйновані або знесені у море, щонайменше 70 000 людей залишилися бездомними. Ураган посунув уздовж узбережжя Південно-Східної частини Сполучених Штатів та Атлантичної Канади, залишивши після себе значні збитки та економічні втрати в цих регіонах.
Доріан починався з тропічної хвилі 24 серпня над Центральною Атлантикою. Буря рушила через Малі Антильські острови і перетворилась на ураган 28 серпня, коли була на північ від Великих Антильських островів. Доріан продовжував швидке посилення протягом наступних днів, й досяг свого піка як ураган категорії 5 з однохвилинним стійким вітром 185 миль/год (295 км/год) і мінімальний центральний тиск 910 мілібарів (26,87 дюйм рт. ст.)

## Зона впливу
1 вересня Доріан вийшов на сушу Багамських островів у Локоть-Кей, на схід від острова Абако, і за кілька годин на Гран-Багам через, де він залишався майже нерухомим протягом наступного дня. Після значного ослаблення, 3 вересня Доріан почав просуватися на північний захід, паралельно східному узбережжю Флориди. Продовжуючи втрачати силу, наступного дня ураган повернув на північний схід, вдарив мис Хаттерас вже маючи 1 категорію (6 вересня). Доріан перетворився на екстратропічний циклон, й вдарив спочатку Нову Шотландію, потім Ньюфаундленд 8 вересня. Він остаточно втратив силу біля Гренландії 10 вересні.
З 26-го по 28 серпня ураган зачепив кілька частин найпівнічніших Малих Антильських островів. Руйнівні вітри вплинули насамперед на Віргінські острови, де пориви сягали 111 миля/год (179 км/год). Були вжиті масштабні запобіжні заходи для зменшення шкоди, особливо в Пуерто-Рико, де одна людина загинула. В інших місцях Малих Антильських островів наслідки шторму були відносно незначними. Готуючись до шторму, штати Флорида, Джорджія, Південна Кароліна, Північна Кароліна та Вірджинія оголосили надзвичайний стан, і багато прибережних округів від Флориди до Північної Кароліни видали наказ про обов'язкову евакуацію.
Тривала сила вітру урагана Доріана, що сягала 185 миль / год (295   км / год) на суші коло Елбоу-Кей дорівнює силі вітру урагану Дня Праці 1935 року як найсильнішого атлантичного урагану, якщо порівнювати стійкі, тривалі вітри. Пошкодження на Багамах були катастрофічним через довготривалість та інтенсивність штормових умов: сильні опади, сильні вітри та штормові приливи; тисячі будинків були знищені, зафіксовано щонайменше 51 смертей. Справжня кількість загиблих невідома, але джерела новин на Багамах припускають, що вона може перевищувати 1000. Наразі пропало 1300 людей.
Доріан — це найдорожче стихійне лихо в історії Багамських островів, за деякими оцінками збитки майна можуть сягати 7 мільярдів доларів.